# Juan Ramón Fernández (médico)
Juan Ramón Fernández (Corrientes, 29 de agosto de 1857 - Olivos (Buenos Aires), 2 de enero de 1911) fue un médico argentino, que ocupó el cargo de ministro de Justicia e Instrucción Pública de su país en la primera década del siglo XX.

## Biografía
Hijo de un acaudalado comerciante español, realizó sus estudios primarios en su ciudad natal y en Buenos Aires, en la escuela dirigida por José Manuel Estrada, y el secundario en el Colegio Nacional de Buenos Aires. Se doctoró en medicina en septiembre de 1882, con una tesis denominada Contribución al estudio del tratamiento antiséptico de la fiebre puerperal.
Se incorporó a la maternidad del Hospital de Mujeres de Buenos Aires, donde luchó enérgicamente por imponer normas de higiene y asepsia. Posteriormente viajó a París, donde se especializó en ginecología. De regreso al país se incorporó al cuerpo de profesores de la facultad de Medicina, donde dictó la cátedra de obstetricia. Muy joven se incorporó a la Academia de Ciencias Médicas de Buenos Aires.
Fundó y dirigió la Escuela de Parteras, que hizo bautizar con el nombre de su más querido mentor, el doctor Pedro Antonio Pardo. Fue miembro de la junta directiva del Hospital de Clínicas de la ciudad, y en el año 1900 fue nombrado decano de la facultad de medicina.
Entre 1898 y 1899 Fernández publicó una serie de artículos sobre educación que llamaron la atención de las autoridades e hicieron que el presidente Julio Argentino Roca le ofreciera el Ministerio de Justicia e Instrucción Pública en 1902, cargo en que debió suceder a personalidades tan destacadas como Osvaldo Magnasco y Joaquín V. González. Desde su puesto ministerial, preocupado por la carencia de profesores especializados, dividió al Profesorado Normal en las ramas de Ciencias y Letras, fundó el Seminario Pedagógico (luego Instituto Nacional del Profesorado), convocó a concursos como condición para la provisión de cátedras, reorganizó la Inspección General de Enseñanza reemplazando a los inspectores generales por inspectores especializados en diferentes áreas, fundó las Escuelas Normales Regionales de Corrientes, Catamarca y San Luis y apoyó la implementación de cursos de Metodología General y Especial en la Facultad de Filosofía y Letras de la UBA. Creó asimismo la escuela-reformatorio de menores de Marcos Paz, redactó la Ley de Edificación Escolar y proveyó de museos, gabinetes y laboratorios a muchos establecimientos oficiales, consciente de que “a la enseñanza le hace falta una organización de que siempre ha carecido, viviendo al azar de cambios ministeriales con modificaciones de regímenes y programas determinados por factores circunstanciales […] la enseñanza es huérfana de la organización legal”.
Promovió y obtuvo una ley de edificación escolar y manejó un presupuesto de siete millones de pesos para construir y ampliar escuelas primarias y secundarias en todo el país. Fundó las escuelas normales de Catamarca, San Luis y Corrientes. Modernizó los planes de estudio y promovió una ley general de escuelas secundarias, acompañándola con un extenso informe sobre Antecedentes sobre enseñanza secundaria y normal en la República Argentina. Su proyecto de ley no fue aprobado, y los decretos presidenciales con que intentó reemplazarlos nunca fueron aplicados.
El Dr. Fernández prestó especial atención a las lenguas extranjeras creando un profesorado específico para la escuela media, pues en un informe al Congreso de la Nación en 1903, había planteado que “la enseñanza de las lenguas vivas se realiza en condiciones lamentables por su profesorado improvisado”. El ministro intentó solucionar el problema mediante la conversión de la Escuela Normal N° 2 de la Capital Federal en un profesorado de nivel terciario no universitario, denominado Escuela Normal del Profesorado en Lenguas Vivas (Decreto de Roca-Juan Ramón Fernández del 10 de febrero de 1904), origen del Instituto de Enseñanza Superior en Lenguas Vivas "Juan Ramón Fernández".
Modificó el régimen de estudios de la Universidad Nacional de Córdoba y propuso la nacionalización de la entonces Universidad provincial de La Plata. Fundó la Escuela Reformatorio de Menores de la localidad de Marcos Paz. Concluyó dos obras que había iniciado en el Hospital de Clínicas: la Escuela Práctica de Medicina y la Morgue.
Inició la construcción del Palacio de Justicia de la Nación; en el acto en que colocó la piedra fundamental de este edificio sufrió un desvanecimiento, producto de un accidente cerebrovascular; el presidente no quiso reemplazarlo durante los cinco meses que quedaban de su mandato, ocupando ese cargo de forma interina el exministro Joaquín V. González.
Fernández nunca logró recuperarse del todo y se retiró a una quinta en Olivos, donde falleció en enero de 1911.